# Wolfgang Ketterle
Wolfgang Ketterle, né le 21 octobre 1957 à Heidelberg, Allemagne, est un physicien allemand. Il est colauréat avec Eric Cornell et Carl Wieman du prix Nobel de physique de 2001.

## Biographie
Il est diplômé en 1986 de l'université Louis-et-Maximilien de Munich et de l'Institut Max-Planck d'optique quantique à Garching près de Munich. Il est professeur de physique au Massachusetts Institute of Technology (MIT). En 2001, il a reçu avec Eric Cornell et Carl Wieman le prix Nobel de physique « pour avoir réussi à créer une condensation de Bose-Einstein dans des gaz dilués d'atomes alcalins, et pour les premières études fondamentales des propriétés des condensats ».
Ses activités de recherches sont centrées sur le refroidissement par laser et le piégeage des atomes froids. Il a aussi découvert la superfluidité dans les gaz à « haute température » (relativement aux températures habituelles d'obtention de la superfluidité, très basses).
Au début des années 2000, il est parvenu à observer une signature de la superfluidité dans un gaz ultrafroid d'atomes de lithium. Ainsi, dans certaines situations, des atomes fermioniques acquièrent un comportement bosonique, contrairement à ce que prédit le principe de Pauli.
En 2010, il enseigne au Massachusetts Institute of Technology.